# Gymnopilus junonius
Gymnopilus junonius es una especie de hongos basidomisetos del género Gymnopilus de la familia Strophariaceae.

## Sinónimos
- Agaricus aureus Sowerby
- Agaricus junonius Fr. 1821

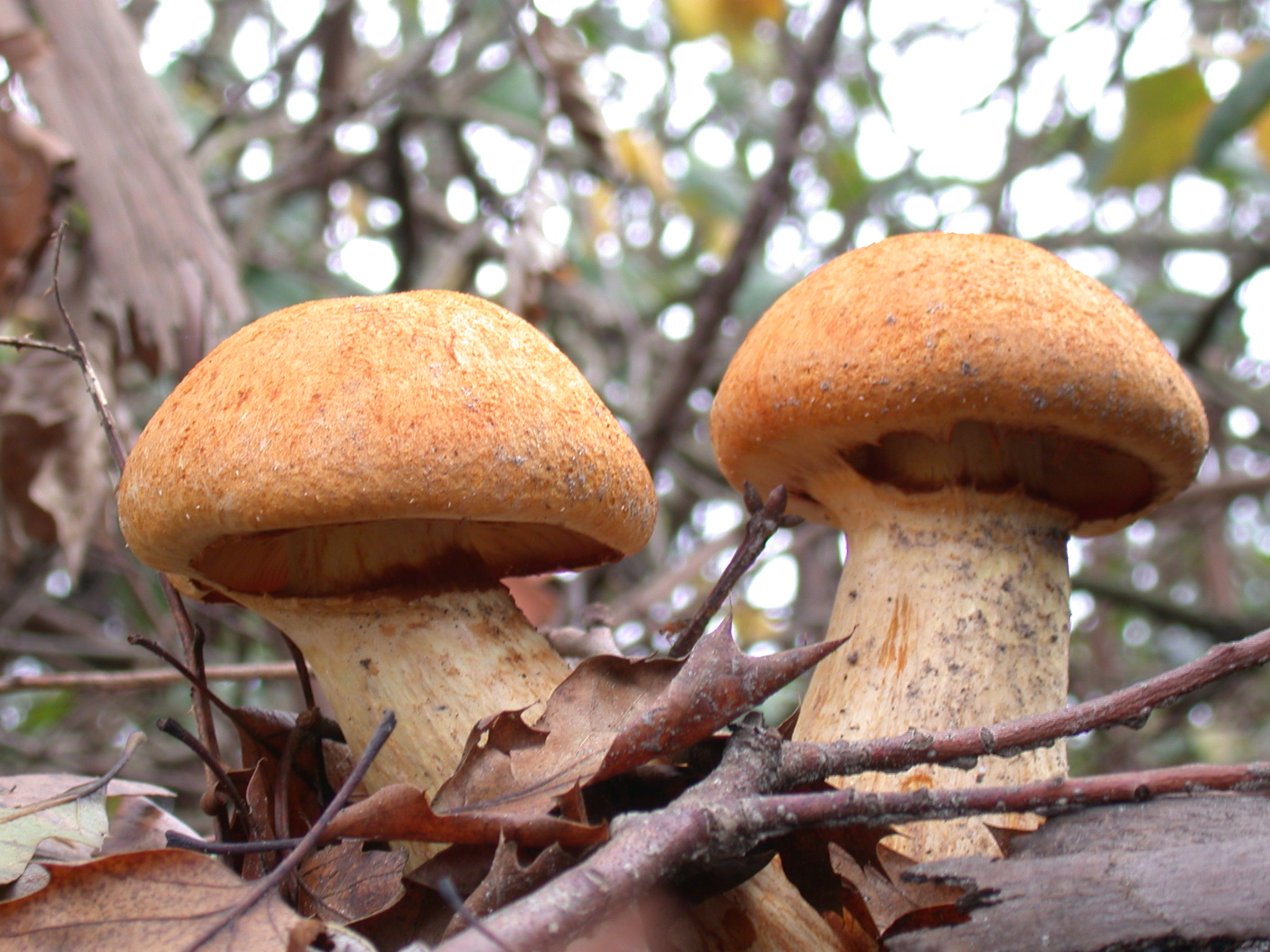
Gymnopilus spectabilis Sinónimo de Gymnopilus junonius

- Gymnopilus spectabilis A.H. Smith (1949)
- Gymnopilus spectabilis var. junonius (Fr.) Kühner & Romagn. 1953
- Pholiota grandis Rea 1903
- Pholiota junonia (Fr.) P. Karst. 1879
- Pholiota spectabilis auct. brit.
- Pholiota spectabilis var. junonia (Fr.) J.E. Lange 1940

## Características
El  píleo esférico de joven, luego convexo y puede alcanzar hasta los 20 centímetros de diámetro, es de color que va de anaranjado a pardo herrumbroso, muy similar a las laminillas, con una superficie escamosa y seca. El estipe puede medir hasta 25 centímetros de largo y alcanzar 2,5 centímetros de grosor, es de color beige amarillento de joven, tiene anillo que puede desprenderse completamente.
La superficie de este hongo contiene psilocibina. Crece de manera cespitosa, en racimos que pueden alcanzar un peso considerable (hasta 2 o 3 Kilos) frecuente en otoño en la base o tocones de caducifolios y más frecuente en coníferas. coníferas.
Algunos consideran Gymnopylus Junonius (Fr.: Fr.) Ort., (menos cespitosa), como una variedad de Gymnopylus Spectabilis (Fr.) Singer

## Comestibilidad
Es un hongo no comestible de sabor bastante amargo. Algunos usan esta seta como droga, debido a su contenido en psilocibina.
En Uruguay se consumen luego de pasar por un proceso de varios lavados y conservado en escabeche con vinagre, siendo hervido en por lo menos 3 ocasiones, esto con tal de eliminar algunas toxinas y su sabor amargo.